# Travels in Constants
Travels in Constants är en EP av Songs: Ohia, utgiven 1 oktober 2001. Skivan utgavs i CD-format.

## Låtlista
Låten är skriven av Jason Molina
1. "Untitled"